# قائمة الهدافين الأجانب في الدوري الإنجليزي الممتاز
هذه قائمة الهدافين الأجانب في الدوري الإنجليزي الممتاز. تم تمثيل الدوري الممتاز ، الذي بدأ في شكله الحالي في عام 1992 ، من قبل لاعبين من 109 دول أجنبية تابعة للفيفا في المجموع . اعتبارًا من نوفمبر 2018 ، عندما حول اللاعب بيدرو أوبيانغ لاعب وست هام يونايتد ولاءه إلى غينيا الاستوائية، تم تمثيل 94 دولة مختلفة تابعة للفيفا في قائمة نتائج الدوري الإنجليزي الممتاز.
يفي اللاعبون في القائمة بكل من المعيارين التاليين:
1. سجل هدفًا واحدًا على الأقل في الدوري الممتاز. لا يتم تضمين اللاعبين الذين تم التعاقد معهم مع أندية الدوري الإنجليزي، ولكن تم تسجيلهم فقط في أقل الدوريات و / أو الكؤوس و / أو الألعاب الأوروبية، أو لم يسجلوا في المباريات التنافسية على الإطلاق.
2. يُعتبر أجنبيًا، أي خارج المملكة المتحدة ، يتحدد فيما إذا كان يُزعم أنه يلعب أم لا في الفرق الوطنية في إنجلترا أو اسكتلندا أو ويلز أو أيرلندا الشمالية ، على وجه التحديد،

إذا تم تحديد عدد اللاعبين على المستوى الدولي، فسيتم استخدام الفريق الوطني ؛ إذا تم تمثيله لأكثر من دولة، فسيتم استخدام أعلى مستوى (أو أحدث فريق). وتشمل هذه اللاعبين البريطانيين مع الجنسية المزدوجة.
إذا لم يتم استدعاء للاعب على المستوى الدولي، يتم استخدام مسقط رأسه، باستثناء أولئك الذين ولدوا في الخارج من أبوين بريطانيين أو انتقلوا إلى المملكة المتحدة في سن مبكرة، وأولئك الذين أشاروا بوضوح إلى أنهم قاموا بتغيير جنسيته إلى بلد آخر.
الأندية المدرجة هي تلك التي سجل اللاعب هدفًا واحدًا على الأقل في الدوري الممتاز.
بالخط العريض : اللاعبون الذين سجلوا هدفًا واحدًا على الأقل في الدوري الإنجليزي الممتاز في الموسم الحالي ( 2018-19 ) ، وما زالوا في النادي الذي سجلوا من أجله. لا يشمل ذلك اللاعبين الحاليين في نادي الدوري الإنجليزي الممتاز الذين لم يسجلوا أي هدف في الدوري الإنجليزي الممتاز في الموسم الحالي.
لكل دولة، يتم الإشارة إلى هداف البطولة بعدد الأهداف التي سجلها في الدوري الإنجليزي الممتاز. 
التفاصيل صحيحة اعتبارًا من 16 مارس 2019.

## الجزائر
- نذير بلحاج - بورتسموث
- علي بن عربية - مانشستر سيتي
- عامر بوعزة - واتفورد ، فولهام
- سفيان فيغولي - وست هام يونايتد
- رشيد غزال - مدينة ليستر
- كامل غيلاس - هال سيتي
- عدلان قديورة - ولفرهامبتون واندررز
- رياض محرز - ليستر سيتي ، مانشستر سيتي (45)
- إسلام سليماني - ليستر سيتي
- موسى صايب - توتنهام هوتسبر
- حسان يبدة - بورتسموث

## أنغولا
- مانوتشو - هال سيتي (2)

## أنتيغوا وبربودا
- دكستر بلاكستوك  [لغات أخرى]‏ - ساوثامبتون
- ميكيل ليغرتوود - كريستال بالاس ، ريدينج (2)

## الأرجنتين

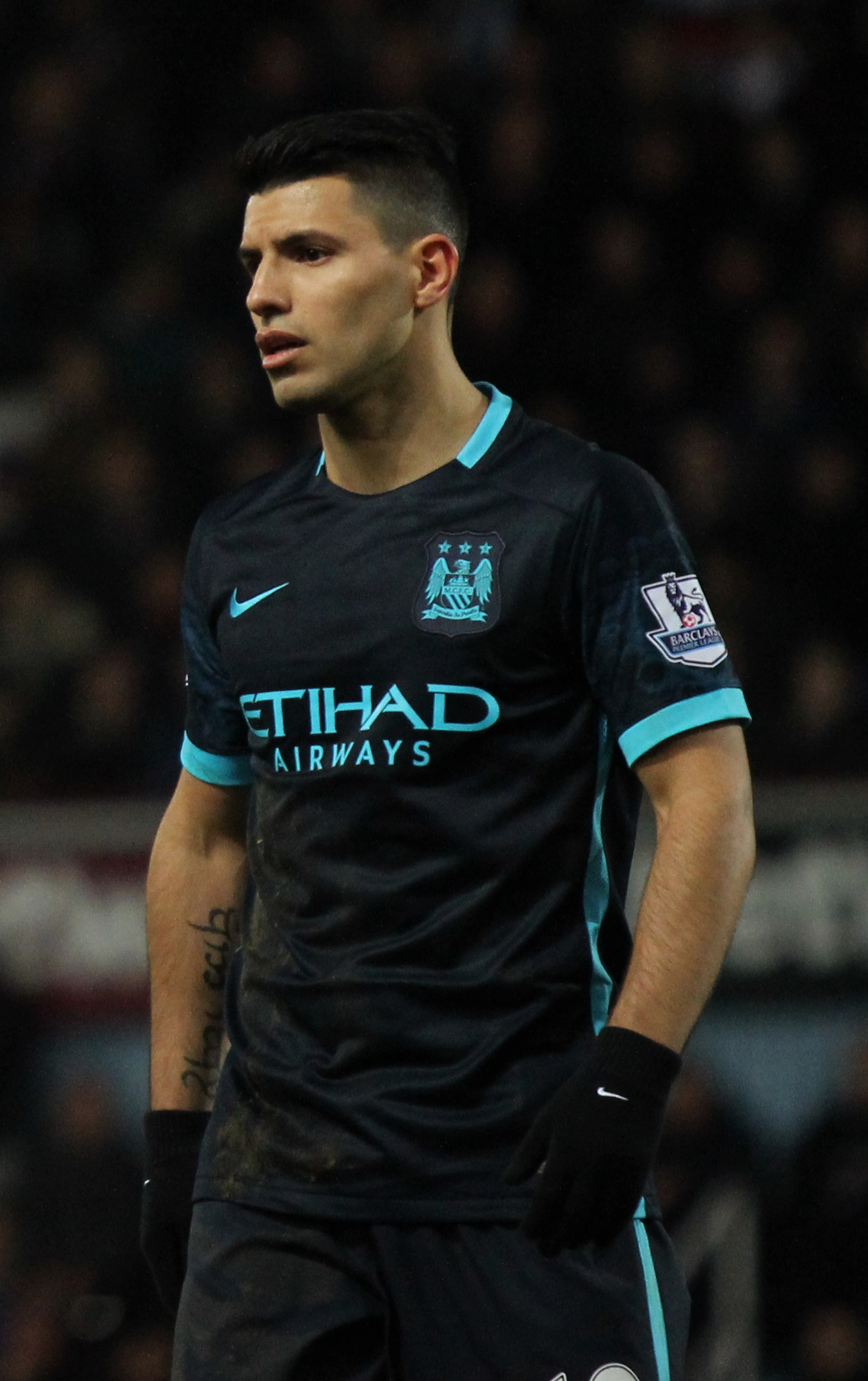
سيرجيو أجويرو هو أفضل هداف غير أوروبي في تاريخ الدوري الإنجليزي

- سيرجيو أجويرو - مانشستر سيتي (161)
- خوليو أرسا - سندرلاند ، ميدلسبره
- كريستيان باسيداس - نيوكاسل يونايتد
- جوناثان كاليري - وست هام يونايتد
- إستيبان كامبياسو - مدينة ليستر
- هوراسيو كاربوناري  [لغات أخرى]‏ - ديربي كاونتي
- فابريسيو كولوتشيني - نيوكاسل يونايتد
- دانييل كوردوني  [لغات أخرى]‏ - نيوكاسل يونايتد
- هرنان كريسبو - تشيلسي
- أندريس داليساندرو - بورتسموث
- مارتن ديميكيليس - مانشستر سيتي
- أنخيل دي ماريا - مانشستر يونايتد
- فرانكو دي سانتو - بلاكبيرن روفرز ، ويجان أثليتيك
- أليخاندرو فورلين  [لغات أخرى]‏ - كوينز بارك رينجرز
- فيديريكو فرنانديز - سوانسي سيتي
- ماورو فورميكا - بلاكبيرن روفرز
- خوان فويث - توتنهام هوتسبر
- أستبيان فوريتيس - مقاطعة ديربي
- راميرو فونيس موري - إيفرتون
- جوناس غوتيريز - نيوكاسل يونايتد
- غابرييل هاينز - مانشستر يونايتد
- غونزالو هيغواين - تشيلسي
- إريك لاميلا - توتنهام هوتسبر
- مانويل لانزيني - وست هام يونايتد
- كارلوس مارينيلي  [لغات أخرى]‏ - ميدلسبره
- خافيير ماسكيرانو - ليفربول
- خوان كارلوس مينغيوز - وست بروميتش ألبيون
- نيكولاس أوتامندي - مانشستر سيتي
- سيكستو بيرالتا - إبسويتش تاون
- روبيرتو بيريرا - واتفورد
- ماكسي رودريغيز - ليفربول
- ماركوس روجو - مانشستر يونايتد
- فاسوندو سافا - فولهام
- دينيس ستراكوالورسي  [لغات أخرى]‏ - إيفرتون
- ماوريسيو تاريكو - توتنهام هوتسبر
- كارلوس تيفيز - وست هام يونايتد ، مانشستر يونايتد ، مانشستر سيتي
- ليوناردو أولوا - ليستر سيتي ، برايتون أند هوف ألبيون
- خوان سيباستيان فيرون - مانشستر يونايتد وتشيلسي
- لوسيانو فييتو - فولهام
- ايمانويل فيلا - ديربي كاونتي
- كلاوديو يعقوب - وست بروميتش ألبيون
- بابلو زاباليتا - مانشستر سيتي
- ماورو زاراتي - برمنغهام سيتي ، وست هام يونايتد

## أرمينيا
- هنريخ مخيتاريان - مانشستر يونايتد ، ارسنال (13)

## أستراليا
- جون الويسي - كوفنتري سيتي
- تيم كاهيل - ايفرتون
- بريت إيمرتون - بلاكبيرن روفرز
- هايدن فوكس - بورتسموث
- ريتشارد جارسيا - هال سيتي
- كريس هيرد - فيلا أستون
- بريت هولمان - فيلا أستون
- مايل جيدناك - كريستال بالاس
- ريتشارد جونسون - واتفورد
- هاري كيويل - ليدز يونايتد ، ليفربول
- ستان لازاريديس - وست هام يونايتد ، برمنجهام سيتي
- آرون موي - هدرسفيلد تاون
- لوكاس نيل - بلاكبيرن روفرز ، وست هام يونايتد
- بول أوكون - ميدلسبره
- روبي سلاتر - وست هام يونايتد ، ساوثهامبتون
- داني تيتو - مانشستر سيتي
- مارك فيدوكا - ليدز يونايتد ، ميدلزبره ، نيوكاسل يونايتد (92)

## النمسا
- ماركو أرناوتوفيتش - ستوك سيتي ، وست هام يونايتد (40)
- اشلي بارنز - بيرنلي
- كريستيان فوكس - ليستر سيتي
- ستيفان مايرهوفر - ولفرهامبتون واندررز
- ايمانويل بوجاتيتس - ميدلسبره
- سيباستيان برودل - واتفورد
- بول شارنر - ويجان أثليتيك ، وست بروميتش ألبيون
- أندرياس فايمان - فيلا أستون

## بربادوس
- إيمرسون بويس - ويجان أثليتيك (11)
- جريجوري جودريدج - كوينز بارك رينجرز

## روسيا البيضاء
- الكسندر هليب - ارسنال ، برمنغهام سيتي (8)

## بلجيكا
- فيليب ألبرت - نيوكاسل يونايتد

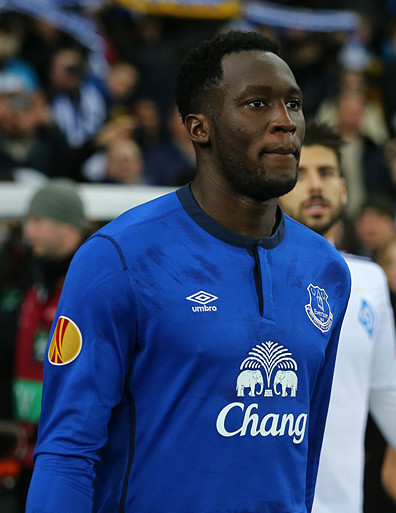
روميلو لوكاكو هو أفضل هداف بلجيكي في تاريخ الدوري الإنجليزي

- توبي الدويريلد - ساوثهامبتون ، توتنهام هوتسبر
- ميتشي باتشوايي - تشيلسي ، كريستال بالاس
- كريستيان بنتيك - أستون فيلا ، ليفربول ، كريستال بالاس
- ديدريك بوياتا - بولتون واندررز
- ناصر الشاذلي - توتنهام هوتسبر ، وست بروميتش ألبيون
- جيل دي بيلدي  [لغات أخرى]‏ - شيفيلد وينزداي
- كيفين دي بروين - مانشستر سيتي
- ريتشي دي لايت - نورويتش سيتي ، ليستر سيتي
- ستيفن ديفور - بيرنلي
- مارك ديغريس - شيفيلد وينزداي
- موسى ديمبيلي - فولهام ، توتنهام هوتسبر
- لياندير ديندونكر - ولفرهامبتون واندررز
- لوران ديبوتري - هدرسفيلد تاون
- مروان فيليني - إيفرتون ، مانشستر يونايتد
- إدين هازارد - تشيلسي
- عدنان جانوزاج - مانشستر يونايتد
- كريستيان كاباسيلي - واتفورد
- فنسنت كومباني - مانشستر سيتي
- رولان لاما - مدينة سوانسي
- روميلو لوكاكو - ويست بروميتش ألبيون ، إيفرتون ، مانشستر يونايتد (113)
- كيفن ميرالاس - ايفرتون
- إميل مبينزا - مانشستر سيتي
- لوك نيليس - فيلا أستون
- ديفوك أوريغي - ليفربول
- سيدريك روسيل - مدينة كوفنتري
- برانكو ستروبار - ديربي كاونتي
- يوري تيليمانس - مدينة ليستر
- جيلي فان دام - ولفرهامبتون واندررز
- توماس فيرمايلين - ارسنال
- يان فيرتونغن - توتنهام هوتسبر

## بنين
- رودي جيستيد - أستون فيلا ، ميدلسبره
- ستيف موني - هدرسفيلد تاون
- ستيفان سيسينون - سندرلاند ، وست بروميتش ألبيون (25)

## برمودا
- شون جويتر  [لغات أخرى]‏ - مانشستر سيتي (13)

## البوسنة والهرسك
- أسمير بيجوفيتش - ستوك سيتي
- إيدن ديكو - مانشستر سيتي (50)
- سيد Kolašinac - ارسنال

## البرازيل
- اليكس - تشيلسي
- ألفونسو ألفيس - ميدلسبره
- أندرسون - مانشستر يونايتد
- فابيو أوريليو - ليفربول
- جوليو بابتيستا - ارسنال
- جوليانو بيليتي - تشيلسي
- كاسابا - نيوكاسل يونايتد
- فيليب كوتينهو - ليفربول
- دانيلو - مانشستر سيتي
- دافيد لويز - تشيلسي
- دينيلسون - ارسنال
- ايدو - ارسنال
- ايلانو - مانشستر سيتي
- ايمرسون - ميدلسبره
- فابينيو - ليفربول
- فابيو - مانشستر يونايتد
- فيليبي أندرسون - وست هام يونايتد
- فرناندينيو - مانشستر سيتي
- فرناندو - مانشستر سيتي
- روبرتو فيرمينو - ليفربول (47)
- فريد - مانشستر يونايتد
- غابرييل خيسوس - مانشستر سيتي
- غابرييل باوليستا - ارسنال
- جيوفاني - مانشستر سيتي ، هال سيتي
- جيلبرتو - توتنهام هوتسبر
- جيلبرتو سيلفا - ارسنال
- إيلان - وست هام يونايتد
- اسياس - كوفنتري سيتي
- جو - مانشستر سيتي ، إيفرتون
- جونينيو - ميدلسبره
- كينيدي - تشيلسي ونيوكاسل يونايتد
- كليبيرسون - مانشستر يونايتد
- لوكاس ليفا - ليفربول
- لوكاس مورا - توتنهام هوتسبر
- أوسكار - تشيلسي
- الكسندر باتو - تشيلسي
- باولينيو - توتنهام هوتسبر
- أندرياس بيريرا - مانشستر يونايتد
- رافائيل - مانشستر يونايتد
- راميريز - تشيلسي
- ريتشارليسون - واتفورد ، ايفرتون
- دوغلاس رينالدي - واتفورد
- روبينيو - مانشستر سيتي
- فابيو روشيمباك - ميدلسبره
- ساندرو - توتنهام هوتسبر
- اندريه سانتوس - ارسنال
- سيلفينيو - ارسنال

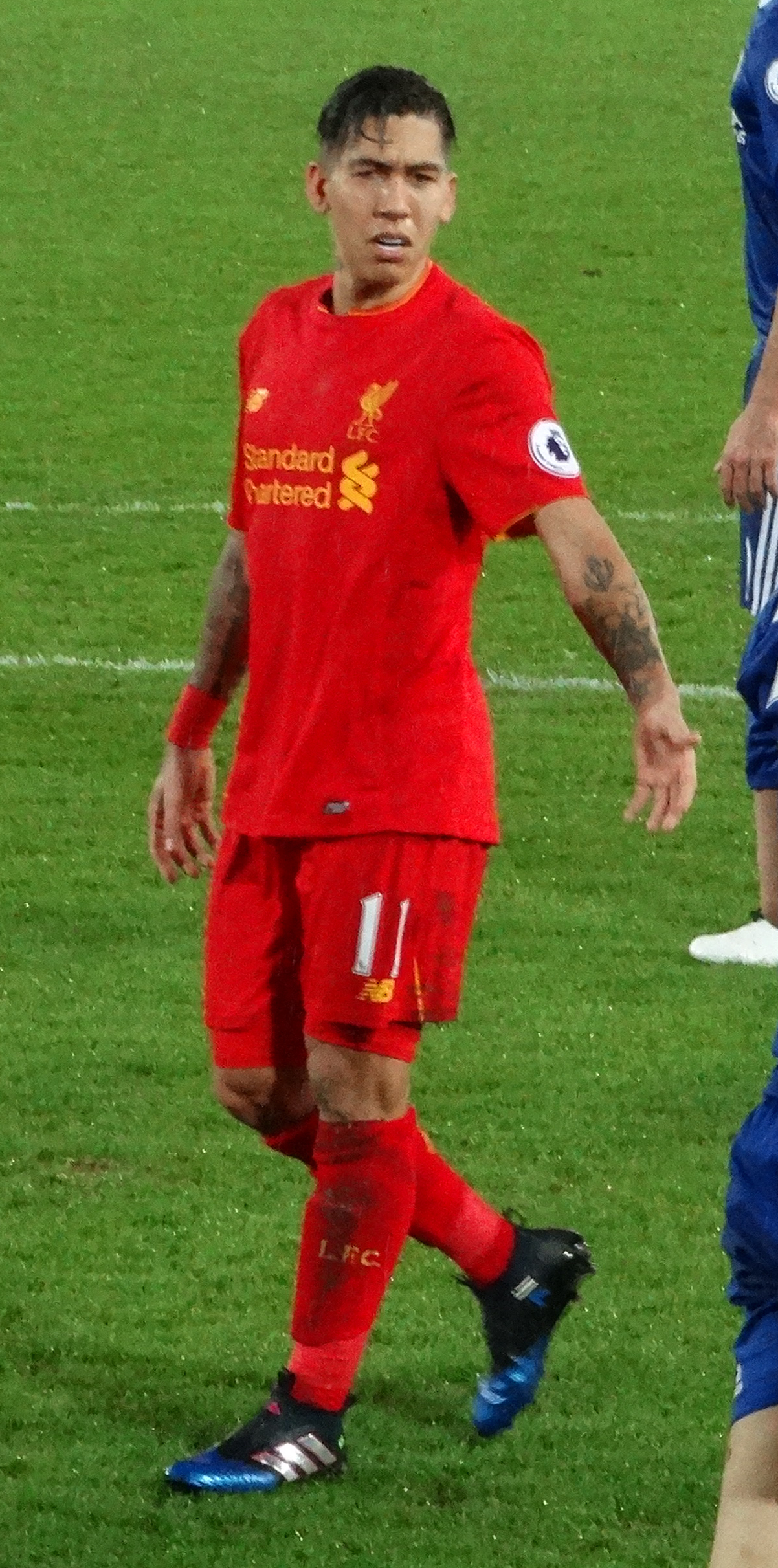
روبرتو فيرمينو هو أفضل هداف برازيلي في تاريخ الدوري الإنجليزي

- إيمرسون تومي - شيفيلد وينزداي ، سندرلاند
- ويليان - تشيلسي

## بلغاريا
- ديميتار برباتوف - توتنهام هوتسبر ، مانشستر يونايتد ، فولهام (94)
- فاليري بوجينوف - مانشستر سيتي
- بونشو جينتشيف - إبسويتش تاون
- رادوستين كيشيف - تشارلتون أثليتيك
- مارتن بيتروف - مانشستر سيتي ، بولتون واندررز
- ستيليان بتروف - فيلا أستون
- سفيتوسلاف تودوروف - وست هام يونايتد ، بورتسموث

## بوركينا فاسو
- برتراند تراوري - تشيلسي (2)

## بوروندي
- سايدو بيراهينو - وست بروميتش ألبيون (23)
- غالي بيجريمانا  [لغات أخرى]‏ - نيوكاسل يونايتد

## الكاميرون
- بينوت أسو - إكوتو - توتنهام هوتسبر
- تيموثي أتوبا - توتنهام هوتسبر
- سيباستيان باسونج - توتنهام هوتسبر ، نورويتش سيتي
- أندريه بيكي - ريدينج ، بيرنلي
- إريك ماكسيم تشوبو-موتينج - ستوك سيتي
- جورج إيلوكوبي - ولفرهامبتون واندررز
- صامويل إيتو - تشيلسي ، إيفرتون
- مارك فيفيان فويه - وست هام يونايتد ، مانشستر سيتي
- جيريمي - ميدلزبره وتشيلسي ونيوكاسل يونايتد
- جوزيف ديزيريه جوب - ميدلسبره (16)
- لورين - ارسنال
- جويل ماتيب - ليفربول
- باتريك مبوما - سندرلاند
- اليكس سونج - ارسنال
- سومن تشويي - ويست بروميتش ألبيون
- بيير وومي - فولهام

## كندا
- سكوت ارفيلد - بيرنلي
- ديفيد إدجار - نيوكاسل يونايتد
- ديفيد هويليت - بلاكبيرن روفرز ، كوينز بارك رينجرز ، كارديف سيتي
- سيمون جاكسون - نورويتش سيتي
- توماس رادزينسكي - ايفرتون ، فولهام (35)
- بول ستالتيري - توتنهام هوتسبر
- فرانك يالوب - ايبسويتش تاون

## تشيلي
- كلارينس أكونيا - نيوكاسل يونايتد
- جان بوسيجور - برمنغهام سيتي ، ويغان أثليتيك
- مارك غونزاليس - ليفربول
- أنجيلو هنريكيز - ويجان أثليتيك
- جونزالو جارا - وست بروميتش ألبيون
- لويس خيمينيز - وست هام يونايتد
- خافيير مارجاس - وست هام يونايتد
- أليكسيس سانشيز - ارسنال ، مانشستر يونايتد (63)
- إدواردو فارغاس - كوينز بارك رينجرز

## الصين
- صن جيهاي - مانشستر سيتي (3)
- تشنغ زهي - تشارلتون أثليتيك

## كولومبيا
- خوان بابلو أنخل - أستون فيلا (44)
- فوستينو أسبريلا - نيوكاسل يونايتد
- راداميل فالكاو - مانشستر يونايتد وتشيلسي
- خوسيه إزكويردو - برايتون أند هوف ألبيون
- جيفرسون ليرما - بورنموث
- ياري مينا - ايفرتون
- هاميلتون ريكارد - ميدلسبره
- هوغو روداليجا - ويجان أثليتيك ، فولهام
- دافينسون سانشيز - توتنهام هوتسبر
- جون فيفارا - بورتسموث
- خوان كاميلو زونيغا - واتفورد

## الكونغو
- كريستوفر سامبا - بلاكبيرن روفرز (16)
- تييفي - وست بروميتش ألبيون

## كوستا ريكا
- جويل كامبل - ارسنال
- براين أوفييدو - إيفرتون
- براين رويز - فولهام
- باولو وانشوب - ديربي كاونتي ، وست هام يونايتد ، مانشستر سيتي (50)

## كرواتيا
- أليوشا أسانوفيتش - مقاطعة ديربي
- سلافن بيليتش - وست هام يونايتد
- ايجور بيسان - ليفربول
- ألن بوكشيتش - ميدلزبره

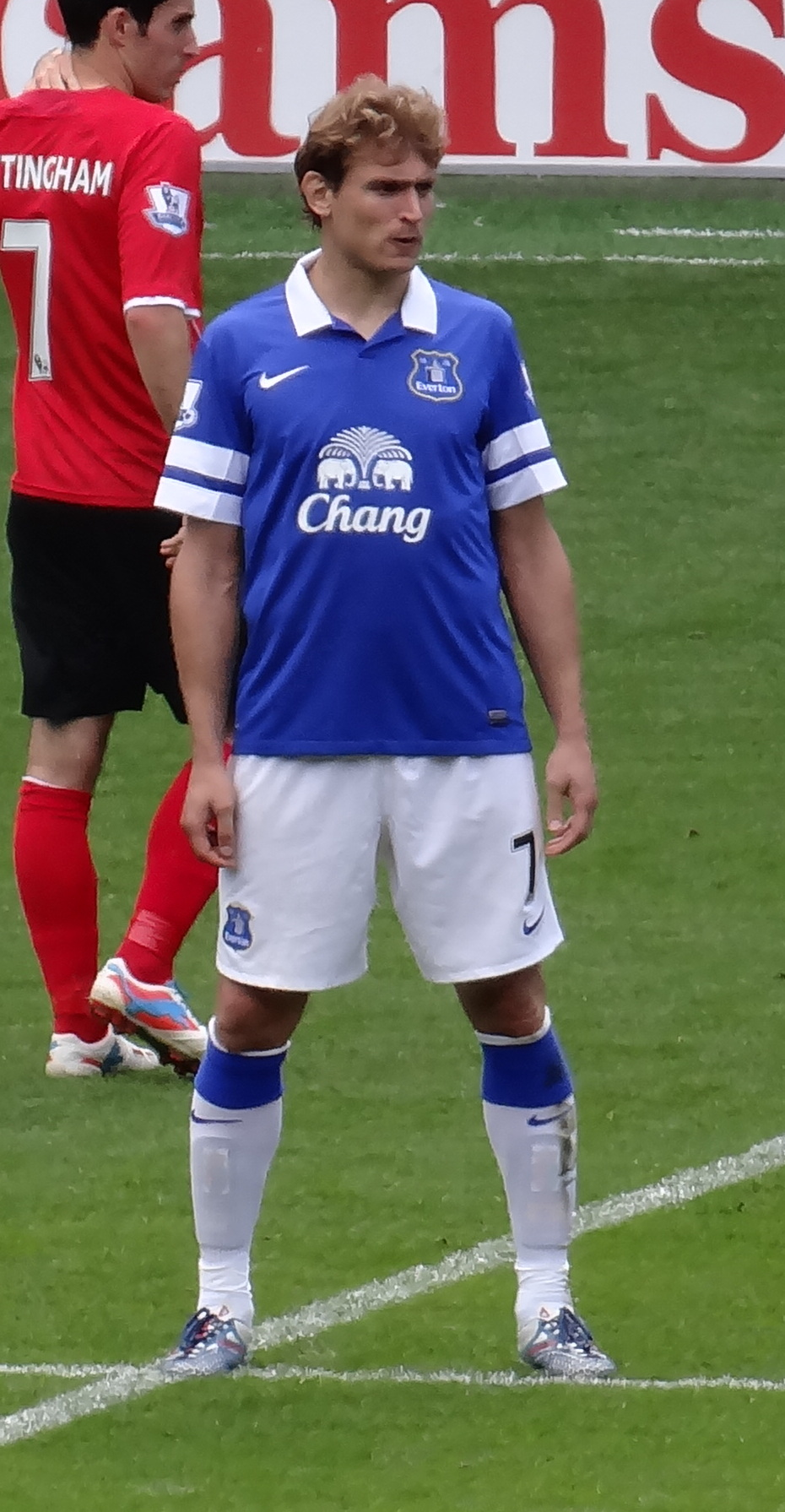
نيكيكا جيلافيتش هو أفضل هداف كرواتي في تاريخ الدوري الممتاز

- فيدان أورلوكا - مانشستر سيتي ، توتنهام هوتسبر
- إدواردو - ارسنال
- نيكيكا جيلافيتش - ايفرتون ، هال سيتي ، وست هام يونايتد (29)
- نيكولا كاليني - بلاكبيرن روفرز
- إيفان كلاسنيك - بولتون واندررز
- أندريه كراميتش - ليستر سيتي
- نيكو كرانيجار - بورتسموث ، توتنهام هوتسبر
- ديان لوفرين - ساوثهامبتون ، ليفربول
- لوكا مودريتش - توتنهام هوتسبر
- إيفيكا مورنار - بورتسموث
- ملادين بيتريك - فولهام
- ماريو ستاني - تشيلسي
- ايجور شتيماك - ديربي كاونتي ، وست هام يونايتد
- دافور شوكر - آرسنال ، وست هام يونايتد

## كوراساو
- لياندرو باكونا - أستون فيلا (6)
- كوكو مارتينا - ساوثهامبتون

## جمهورية التشيك
- ميلان باروش - ليفربول ، فيلا أستون
- رومان بدنا - ويست بروميتش ألبيون
- باتريك بيرغر - ليفربول وبورتسموث واستون فيلا (38)
- جيري ياروشيك - برمنغهام سيتي
- ليبور كوزاك - أستون فيلا
- ماريك ماتيوفسكي - القراءة
- كاريل بوبورسكو - مانشستر يونايتد
- توماس روسيك - آرسنال
- فلاديمير شميتسر - ليفربول
- ماتوج فيدرا - وست بروميتش ألبيون ، بيرنلي

## الدنمارك
- دانييل آغر - ليفربول

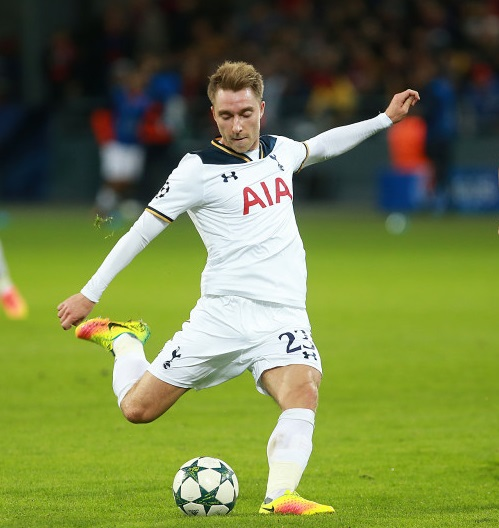
كريستيان إريكسن هو أفضل هداف دنماركي في تاريخ الدوري الإنجليزي

- مارتن البريتشن - ويست بروميتش ألبيون
- ميكيل بيك - ميدلسبره ، مقاطعة ديربي
- نيكلاس بندتنر - ارسنال ، سندرلاند
- فيليب بيلينغ - هدرسفيلد تاون
- روني إكلوند  [لغات أخرى]‏ - ساوثهامبتون
- كريستيان إريكسن - توتنهام هوتسبر (46)
- بير فراندسن - بولتون واندررز
- توماس غاردسو  [لغات أخرى]‏ - إبسويتش تاون
- بيارنه غولدبيك - تشيلسي ، فولهام
- توماس جرافسين - إيفرتون
- يسبر غرونكيار - تشيلسي
- بو هانسن - بولتون واندررز
- بيير إيميل هوجبيرج - ساوثهامبتون
- كلاوس جنسن - تشارلتون أثليتيك ، فولهام
- جون جينسن - ارسنال
- نيكلاس جينسين - مانشستر سيتي
- مايكل يوهانسن - بولتون واندررز
- ماتياس يورجينسين - هدرسفيلد تاون
- يعقوب كيلدبيرج  [لغات أخرى]‏ - تشيلسي
- يعقوب لورسن - ديربي كاونتي
- مارتن لورين - أستون فيلا
- يوريس أوكوري - فيلا أستون
- بيتر لوفينكراندز - نيوكاسل يونايتد
- جان مولبي - ليفربول
- ألان نيلسن - توتنهام هوتسبر
- هنريك بيدرسن - بولتون واندررز
- بير بيدرسن - بلاكبيرن روفرز
- مارك ريبر - وست هام يونايتد
- دينيس رومميدال - تشارلتون أثليتيك
- بيتر شمايكل - فيلا أستون
- كلاوس تومسن - إبسويتش تاون ، إيفرتون
- جون دال توماسون - نيوكاسل يونايتد
- كينيث زهور - كارديف سيتي

## جمهورية الكونغو الديمقراطية
- بينيك عفوبي - بورنموث
- يانيك بولاسي - كريستال بالاس ، إيفرتون
- الياس كاشونجا  [لغات أخرى]‏ - هدرسفيلد تاون
- غايل كاكوتا - فولهام
- لومانا لوا - نيوكاسل يونايتد ، بورتسموث (24)
- ديوميرسي مبوكاني - نورويتش سيتي
- يوسف مولومبو - وست بروميتش ألبيون
- ميشيل نجونج  [لغات أخرى]‏ - واتفورد
- شاباني نوندا - بلاكبيرن روفرز

## الإكوادور
- كريستيان بينيتيز - برمنغهام سيتي
- فيليبي كايسيدو - مانشستر سيتي
- أوليسيس دي لا كروز - أستون فيلا ، ريدينج
- أغوستين ديلجادو - ساوثامبتون
- انتونيو فالنسيا - ويغان اثليتيك ، مانشستر يونايتد (24)
- اينر فالنسيا - وست هام يونايتد ، إيفرتون

## مصر

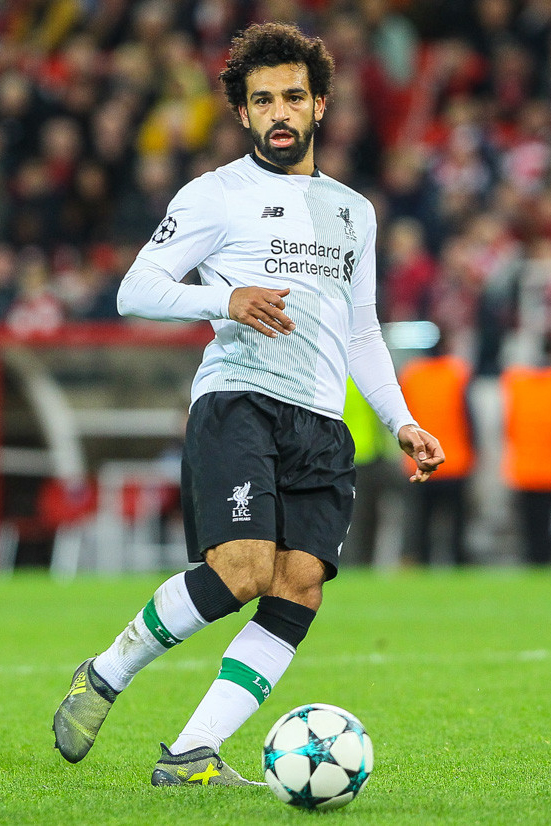
في الموسم 2017-18 ، كان محمد صلاح أفضل هداف برقم قياسي بلغ 32 هدفًا.

- محمد صلاح - تشيلسي ، ليفربول (301 مشاركة / 186 هدف)
- ميدو - توتنهام هوتسبر ، ميدلسبره ، ويغان أثلتيك (94 مشاركة / 22 هدف)
- عمرو زكي - ويغان أثلتيك (35 مشاركة / 10 أهداف)
- عمر مرموش - مانشستر سيتي (16 مشاركة / 7 أهداف)
- أحمد المحمدي - سندرلاند ، هال سيتي (197 مشاركة / 6 أهداف)
- حسام غالي - توتنهام هوتسبر (34 مشاركة / 3 أهداف)
- رمضان صبحي - ستوك سيتي (45 مشاركة / 2 هدف)
- أحمد حجازي - وست بروميتش ألبيون (39 مشاركة / 2 هدف)
- سام مرسي - إيبسويتش تاون (33 مشاركة / 1 هدف)

## غينيا الإستوائية
- بيدرو أوبيانغ - وست هام يونايتد (3)

## استونيا
- راجنار كلافان - ليفربول (1)

## فنلندا
- ميكائيل فورسيل - تشيلسي ، برمنغهام سيتي (34)
- سامي هيبيا - ليفربول
- جونتان جوهانسون - تشارلتون أثليتيك
- جوناس كولكا - كريستال بالاس
- شفيكي كوكي - بلاكبيرن روفرز
- جاري لتمانين - ليفربول
- ميكسو باتيلاينن - بولتون واندررز
- آكي ريحيلهتي - كريستال بالاس
- تيمو تاينو - توتنهام هوتسبر

## فرنسا

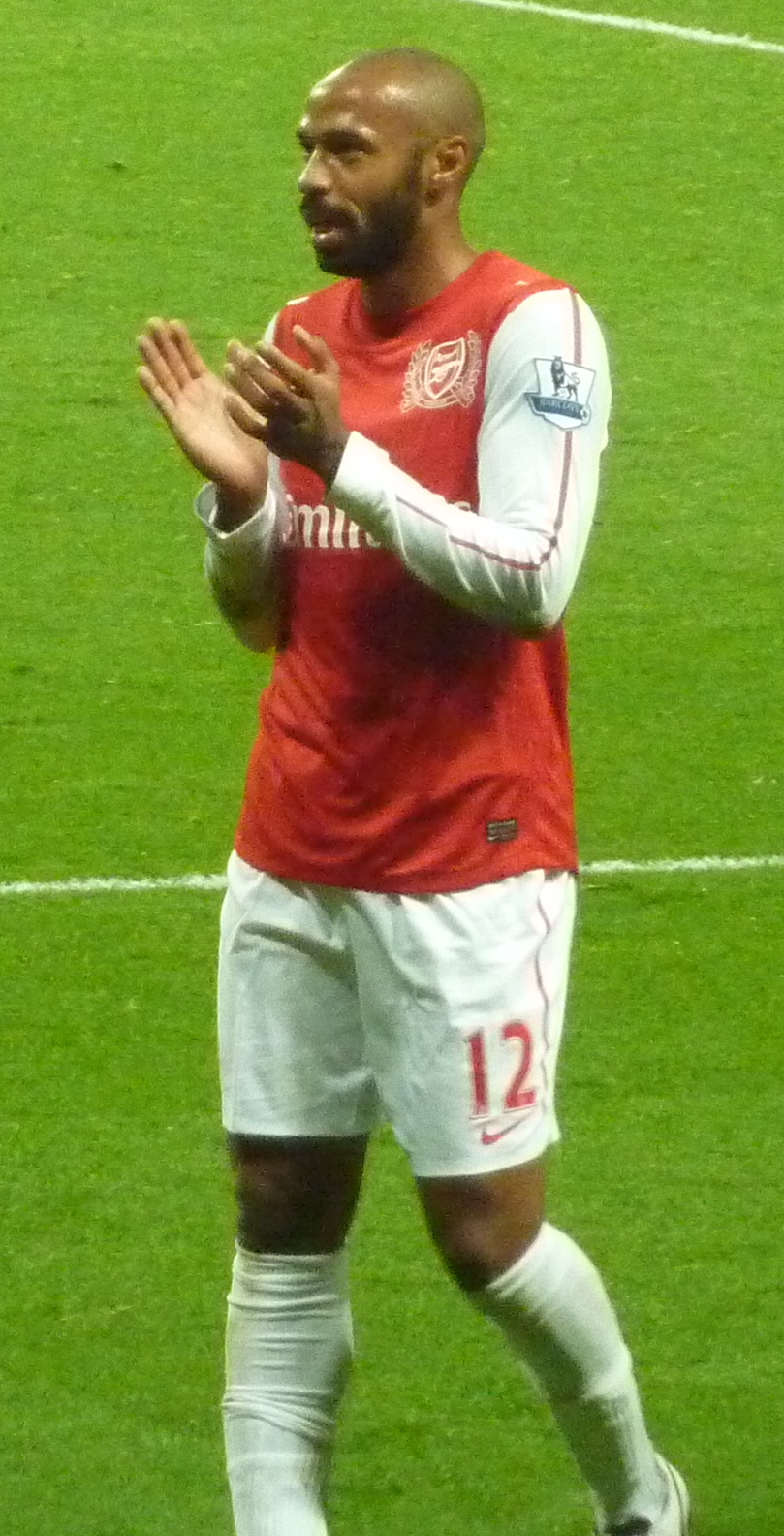
سجل تييري هنري 175 هدفا في الدوري الإنجليزي الممتاز، جميعها لصالح أرسنال ، مما جعله أفضل لاعب أجنبي سجل في تاريخ المسابقة

## الغابون
- بيير ايمريك اوباميانغ - ارسنال (27)
- دانييل كوزين - هال سيتي
- ماريو ليمينا - ساوثهامبتون
- ديدييه ندونج - سندرلاند

## غامبيا
- مودو بارو - سوانسي سيتي (1)

## جورجيا
- ميخائيل كافالاشفيلي - مانشستر سيتي
- تيموري كيتسبايا - نيوكاسل يونايتد (8)
- زوراب خيزانيشفيلي - بلاكبيرن روفرز
- جورجي كينكلادزي  [لغات أخرى]‏ - مانشستر سيتي ، ديربي كاونتي

## ألمانيا
- ماركوس بابل - ليفربول ، بلاكبيرن روفرز
- مايكل بالاك - تشيلسي
- ستيفان بينليش - فيلا أستون
- فريدي بوبيك - بولتون واندررز
- امري كان - ليفربول
- ماوريتسيو جودينو - مانشستر سيتي
- سيرج غنبري - ارسنال
- باسكال غروس - برايتون أند هوف ألبيون
- إيلكاي غوندوغان - مانشستر سيتي
- ديتمار هامان - نيوكاسل يونايتد ، ليفربول
- توماس هيتلسبرغر - أستون فيلا ، وست هام يونايتد ، إيفرتون
- لويس هولتبي - توتنهام هوتسبر ، فولهام
- روبرت هوث - ميدلسبره ، ستوك سيتي ، ليستر سيتي
- ستيفن كارل - مانشستر سيتي
- يورغن كلينسمان - توتنهام هوتسبر
- ستيفان مالز - ارسنال
- ماركو مارين - تشيلسي
- بير ميرتساكر - ارسنال
- ماكس ماير - كريستال بالاس
- شكودران مصطفي - ارسنال
- مسعود أوزيل - ارسنال (31)
- لوكاس بودولسكي - آرسنال
- كارل هاينز ريدل - ليفربول
- أوي روسلر - مانشستر سيتي
- أنطونيو روديجر - تشيلسي
- ليروي ساني - مانشستر سيتي
- كريستوفر شيندلر - هدرسفيلد تاون
- ستيفان شنور - مقاطعة ديربي
- أندريه شورله - تشيلسي ، فولهام
- باستيان شفاينشتايجر - مانشستر يونايتد
- مايكل تارنات - مانشستر سيتي
- موريتز فولز - فولهام
- كريستيان زييج - ميدلزبره ، ليفربول ، توتنهام هوتسبر

## غانا
- دانيال أمارتي - ليستر سيتي
- كريستيان أتسو - نيوكاسل يونايتد
- أندريه أيو - سوانسي سيتي ، وست هام يونايتد
- جوردان أيو - أستون فيلا ، سوانسي سيتي ، كريستال بالاس
- كيفن برينس بواتينغ - بورتسموث
- مايكل ايسين - تشيلسي
- أسامواه جيان - سندرلاند
- جون مينساه - سندرلاند
- سولي مونتاري - بورتسموث
- اليكس نياركو - ايفرتون
- جيفري شلاب - ليستر سيتي ، كريستال بالاس
- توني يبواه - ليدز يونايتد (24)

## جبل طارق
- داني هيجينبوثام - ديربي كاونتي ، ساوثهامبتون ، سندرلاند ، ستوك سيتي (9)

## اليونان
- نيكوس دابيزاس - نيوكاسل يونايتد
- جيورجوس دونيس - بلاكبيرن روفرز
- ستيليوس جياناكوبولوس - بولتون واندررز (20)
- خوسيه هوليباس - واتفورد
- جيورجوس كراغونيس - فولهام
- سوتيريوس كيرجياكوس - ليفربول
- جورجيوس ساماراس - مانشستر سيتي
- أبوستولوس فيليوس - إيفرتون
- ثيودوروس زاجوراكيس - مدينة ليستر

## غرينادا
- ديلروي فاسي - بولتون واندررز
- جيسون روبرتس - وست بروميتش ألبيون ، بورتسموث ، ويجان أثليتيك ، بلاكبيرن روفرز (36)

## غينيا
- تيتي كامارا - ليفربول (9)
- كامل زاياتي - هال سيتي

## غيانا
- كارل كورت - ويمبلدون ونيوكاسل يونايتد ولفرهامبتون واندررز (28)

## هندوراس
- روجر إسبينوزا - ويجان أثلتيك
- ماينور فيغيروا - ويجان أثليتيك (4)
- ويلسون بالاسيوس - توتنهام هوتسبر

## المجر
- أكوش بوساكي - كوينز بارك رينجرز
- زولتان جيرا - وست بروميتش البيون ، فولهام (17)
- تاماس بريسكين - واتفورد

## أيسلندا
- غوني بيرغسون - توتنهام هوتسبر ، بولتون واندررز
- إيدور غوديونسون - تشيلسي وتوتنهام هوتسبر
- جوي غوجونسون - أستون فيلا
- ثوردور غوديونسون  [لغات أخرى]‏ - ديربي كاونتي
- يوهان بيرج غويموندسون - بيرنلي
- آرون جونارسون - كارديف سيتي
- برينجار جونارسون - ريدينج
- أرنار جونلوجسون  [لغات أخرى]‏ - ليستر سيتي
- هايدار هيليغسون - واتفورد ، فولهام ، بولتون واندررز ، كوينز بارك رينجرز
- هيرمان هريدارسون - كريستال بالاس ، ويمبلدون ، إيبسويتش تاون ، تشارلتون أثليتيك ، بورتسموث
- إيفار إنغيمارسون - ريدنغ
- فالورفالدور أورليغسون  [لغات أخرى]‏ - نوتنغهام فورست
- جيلفي سيغورسون - سوانسي سيتي ، توتنهام هوتسبر ، إيفرتون (57)
- جريتار ستينسون - بولتون واندررز

## إيران
- اشكان دجاكه - فولهام (5)
- أندرانيك تيموريان - بولتون واندررز

## إسرائيل
- وليد بدير - ويمبلدون
- يوسي بن عيون - وست هام يونايتد وليفربول وتشيلسي وآرسنال (31)
- تل بن حاييم - بولتون واندررز
- ايال بيركوفيتش - ساوثهامبتون ، وست هام يونايتد ، مانشستر سيتي ، بورتسموث
- تامير كوهين - بولتون واندررز
- تومر هيمد - برايتون أند هوف ألبيون
- بيرم كيال - برايتون أند هوف ألبيون
- آفي نيمني  [لغات أخرى]‏ - ديربي كاونتي
- روني روزنتال - ليفربول ، توتنهام هوتسبر
- إيتاي شيختر - سوانسي سيتي
- عيدان تل - إيفرتون

## إيطاليا
- لورينزو أموروسو - بلاكبيرن روفرز
- البرتو اكويلاني - ليفربول
- دينو باجيو - بلاكبيرن روفرز
- فرانشيسكو بايانو - ديربي كاونتي

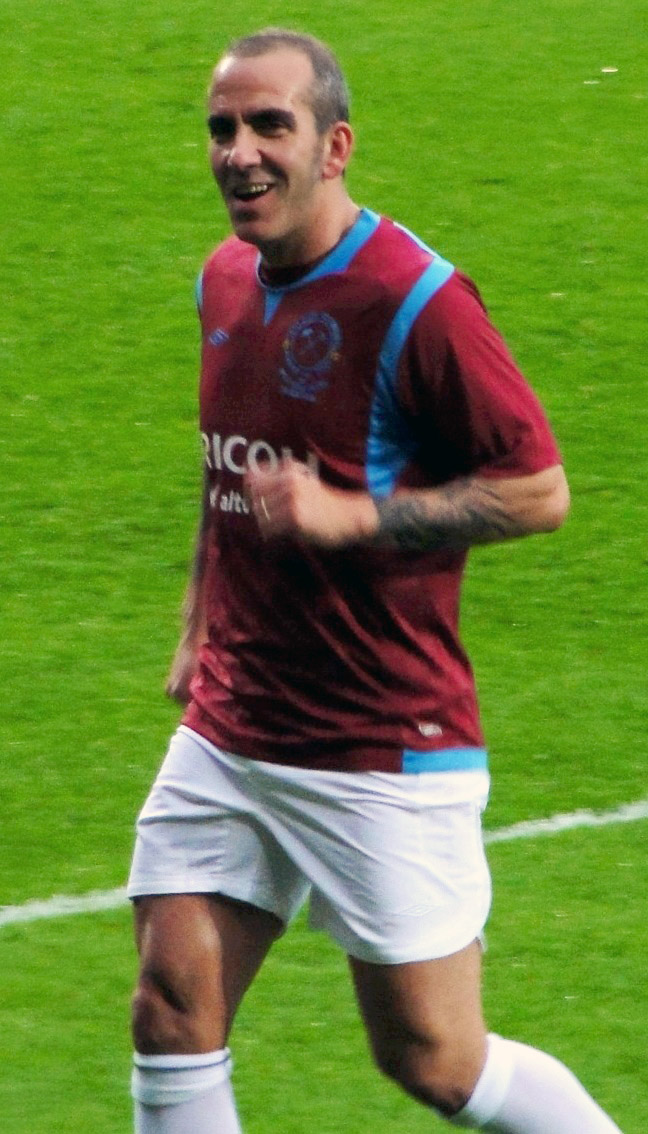
باولو دي كانيو هو أفضل هداف إيطالي في تاريخ الدوري الإنجليزي

- ماريو بالوتيلي - مانشستر سيتي ، ليفربول
- نقولا بيرتي - توتنهام هوتسبر
- رولاندو بيانكي - مانشستر سيتي
- فابيو بوريني - ليفربول ، سندرلاند
- ماركو برانكا - ميدلزبره
- بينيتو كاربون - شيفيلد وينزداي ، أستون فيلا ، برادفورد سيتي ، ديربي كاونتي ، ميدلسبره
- بييرلويجي كاسيراغي - تشيلسي
- برناردو كورادي - مانشستر سيتي
- سامويلي دالا بونا - تشيلسي
- ماتيو دارميان - مانشستر يونايتد
- باولو دي كانيو - شيفيلد وينزداي - وست هام يونايتد - تشارلتون اثليتيك (66)
- روبرتو دي ماتيو - تشيلسي
- ديفيد دي ميشيل - وست هام يونايتد
- اليساندرو ديامانتي - وست هام يونايتد
- أندريا دوسينا - ليفربول
- ستيفانو إيرانيو  [لغات أخرى]‏ - مقاطعة ديربي
- جيانلوكا فيستا - ميدلسبره
- مانولو غاباديني - ساوثهامبتون
- ايمانويل جياكريني - سندرلاند
- كورادو غرابي  [لغات أخرى]‏ - بلاكبيرن روفرز
- جورجينيو - تشيلسي
- أتيليو لومباردو - كريستال بالاس
- ماسيمو ماكاروني - ميدلسبره
- فيديريكو ماتشيدا - مانشستر يونايتد
- داريو ماركولين - بلاكبيرن روفرز
- ماركو ماتيرازي - إيفرتون
- فينتشنزو مونتيلا - فولهام
- أنجيلو أوجبونا - وست هام يونايتد
- ستيفانو أوكاكا - فولهام ، واتفورد
- داني اوسفالدو - ساوثهامبتون
- البرتو بالوتشي - سوانسي سيتي
- غراتزيانو بيلي - ساوثهامبتون
- أليساندرو بيستون - نيوكاسل يونايتد ، إيفرتون
- أندريا رانوتشيا - هال سيتي
- فابريزيو رافانيلي - ميدلزبره ، مقاطعة ديربي
- جوزيبي روسي - مانشستر يونايتد
- فرانشيسكو سانيتي  [لغات أخرى]‏ - شيفيلد وينزداي
- دافيد سانتون - نيوكاسل يونايتد
- نقولا فنتولا - كريستال بالاس
- جيانلوكا فيالي - تشيلسي
- دافيد زاباكوستا - تشيلسي
- جيانفرانكو زولا - تشيلسي

## ساحل العاج
- سيرج اورييه - توتنهام هوتسبر
- اريك بايلي - مانشستر يونايتد
- إبراهيما باكايوكو - إيفرتون
- سول بامبا - مدينة كارديف

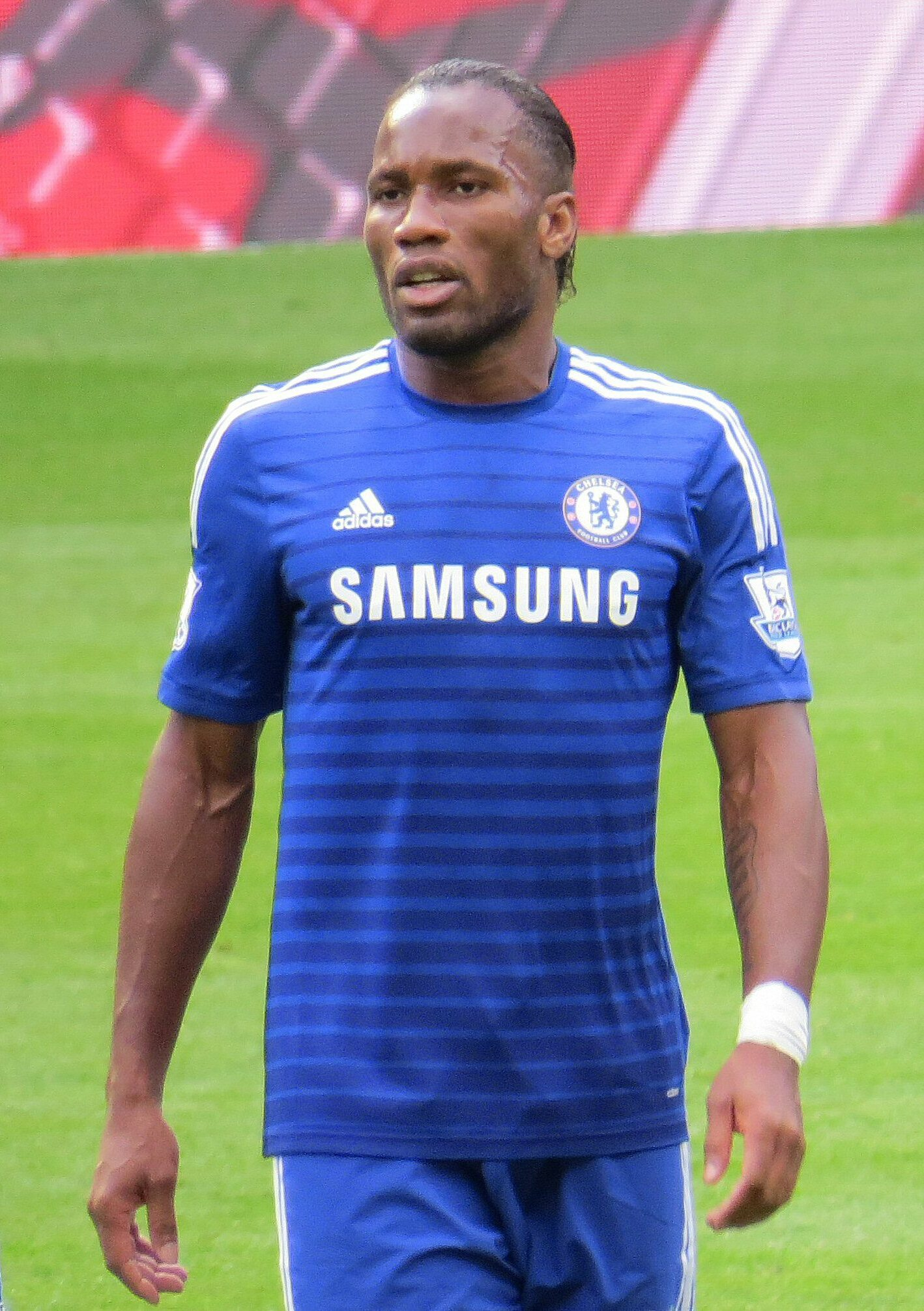
سجل ديدييه دروجبا 104 أهداف في الدوري الإنجليزي الممتاز، جميعها لتشيلسي ، وهو رقم قياسي للاعب أفريقي

- ويلفريد بوني - سوانسي سيتي ، مانشستر سيتي ، ستوك سيتي
- جاي ديميل - وست هام يونايتد
- أرونا ديندان - بورتسموث
- ديديه دروجبا - تشيلسي (104)
- إيمانويل إيبوي - آرسنال
- جيرفينيو - ارسنال
- ستيف جوهوري - ويجان أثليتيك
- ماكس جرادل - بورنموث
- سالومون كالو - تشيلسي
- أرونا كوني - ويجان أثليتيك ، إيفرتون
- لمين كوني - سندرلاند
- يانيك ساجبو - هال سيتي
- جان ميشيل سيري - فولهام
- تشيك تيوتي - نيوكاسل يونايتد
- كولو توريه - ارسنال ، مانشستر سيتي ، ليفربول
- يايا توري - مانشستر سيتي
- ويلفريد زاها - كريستال بالاس

## جامايكا
- جايلز بارنز - ديربي كاونتي
- جيرمين بيكفورد - إيفرتون
- تريفور بنيامين - ليستر سيتي
- ديون بيرتون - ديربي كاونتي
- روبي إيرل - ويمبلدون
- جايسون أويل - ويمبلدون ، تشارلتون اثليتيك (56)
- ريكاردو فولر - بورتسموث ، ستوك سيتي
- ريكاردو جاردنر - بولتون واندررز
- ماركوس جايل - ويمبلدون
- لويس غرابان - نورويتش سيتي
- باري هايلز - فولهام
- ميكا هايد - واتفورد
- مارلون كينج - واتفورد ، ويجان أثليتيك ، هال سيتي ، ميدلسبره
- جيمي لورانس - ليستر سيتي ، برادفورد سيتي
- كيفن ليسبي - تشارلتون أثليتيك
- أدريان ماريابا - ريدينج ، كريستال بالاس
- دارين مور - وست بروميتش ألبيون
- ويس مورغان - ليستر سيتي
- داريل باول - مقاطعة ديربي
- مارفن روبنسون - مقاطعة ديربي
- فيتزروي سيمبسون - مانشستر سيتي
- فرانك سنكلير - تشيلسي ، ليستر سيتي

## اليابان
- جونيشي ايناموتو - فولهام
- شينجي كاغاوا - مانشستر يونايتد
- يوشينوري موتو - نيوكاسل يونايتد
- هيديتوشي ناكاتا - بولتون واندررز
- شينجي أوكازاكي - ليستر سيتي (14)
- مايا يوشيدا - ساوثهامبتون

## كينيا
- فيكتور وانياما - ساوثهامبتون وتوتنهام هوتسبر (9)

## كوريا الجنوبية
- جي دونغ وون - سندرلاند
- كي سونج يوينج - سوانسي سيتي ، سندرلاند
- كيم بو كيونغ - مدينة كارديف
- لي تشونغ يونغ - بولتون واندررز ، كريستال بالاس
- بارك جي سونج - مانشستر يونايتد
- سول كي هيون - ريدينج ، فولهام
- سون هيونغ مين - توتنهام هوتسبر (41)

## لاتفيا
- كاسبارس غوركشس - ريدنغ
- ماريانس باهارس - ساوثهامبتون (42)

## ليبيريا
- جورج وياه - تشيلسي ، مانشستر سيتي (4)
- كريستوفر وريه  [لغات أخرى]‏ - ارسنال

## مالي
- خليفه سيسيه - ريدينج
- سامبا دياكيتي - كوينز بارك رينجرز
- محمدو ديارا - فولهام
- فريديريك كانوتيه - وست هام يونايتد وتوتنهام هوتسبر (43)
- جيمي كيبي - ريدينج
- موديبو ماغا - وست هام يونايتد
- باكاري ساكو - كريستال بالاس
- مامادي سيديبي - ستوك سيتي
- محمد سيسوكو - ليفربول
- مولا واجوي - واتفورد

## المكسيك
- جاريد بورغيتي - بولتون واندررز
- غييرمو فرانكو - وست هام يونايتد
- خافيير هيرنانديز - مانشستر يونايتد ، وست هام يونايتد (52)
- راؤول خيمينيز - ولفرهامبتون واندررز
- ميغيل لايون - واتفورد
- كارلوس فيلا - ارسنال ، وست بروميتش البيون

## الجبل الأسود
- ستيفان يوفيتيتش - مانشستر سيتي (8)
- ستيفان سافيتش - مانشستر سيتي
- سيمون فوكوفيتش  [لغات أخرى]‏ - بلاكبيرن روفرز

## مونتسيرات
- بروس داير - كريستال بالاس
- رويل فوكس  [لغات أخرى]‏ - نورويتش سيتي ونيوكاسل يونايتد وتوتنهام هوتسبر (36)

## المغرب
- أسامة السعيدي - ستوك سيتي
- سفيان بوفال - ساوثهامبتون
- مروان الشماخ - ارسنال ، كريستال بالاس
- يوسف شيبو - مدينة كوفنتري
- مروان دا كوستا - وست هام يونايتد
- كريم الاحمدي - فيلا استون
- طلال القرقوري - تشارلتون أثليتيك
- طاهر الخلج - ساوثهامبتون
- نبيل الزهر - ليفربول
- مصطفى حاجي - مدينة كوفنتري ، أستون فيلا
- حسن كشلول - ساوثهامبتون ، فيلا أستون (16)
- نور الدين النيبت - توتنهام هوتسبر
- يوسف سفري - نورويتش سيتي
- رومان سايس - ولفرهامبتون واندررز
- عادل تاعرابت - كوينز بارك رينجرز

## هولندا

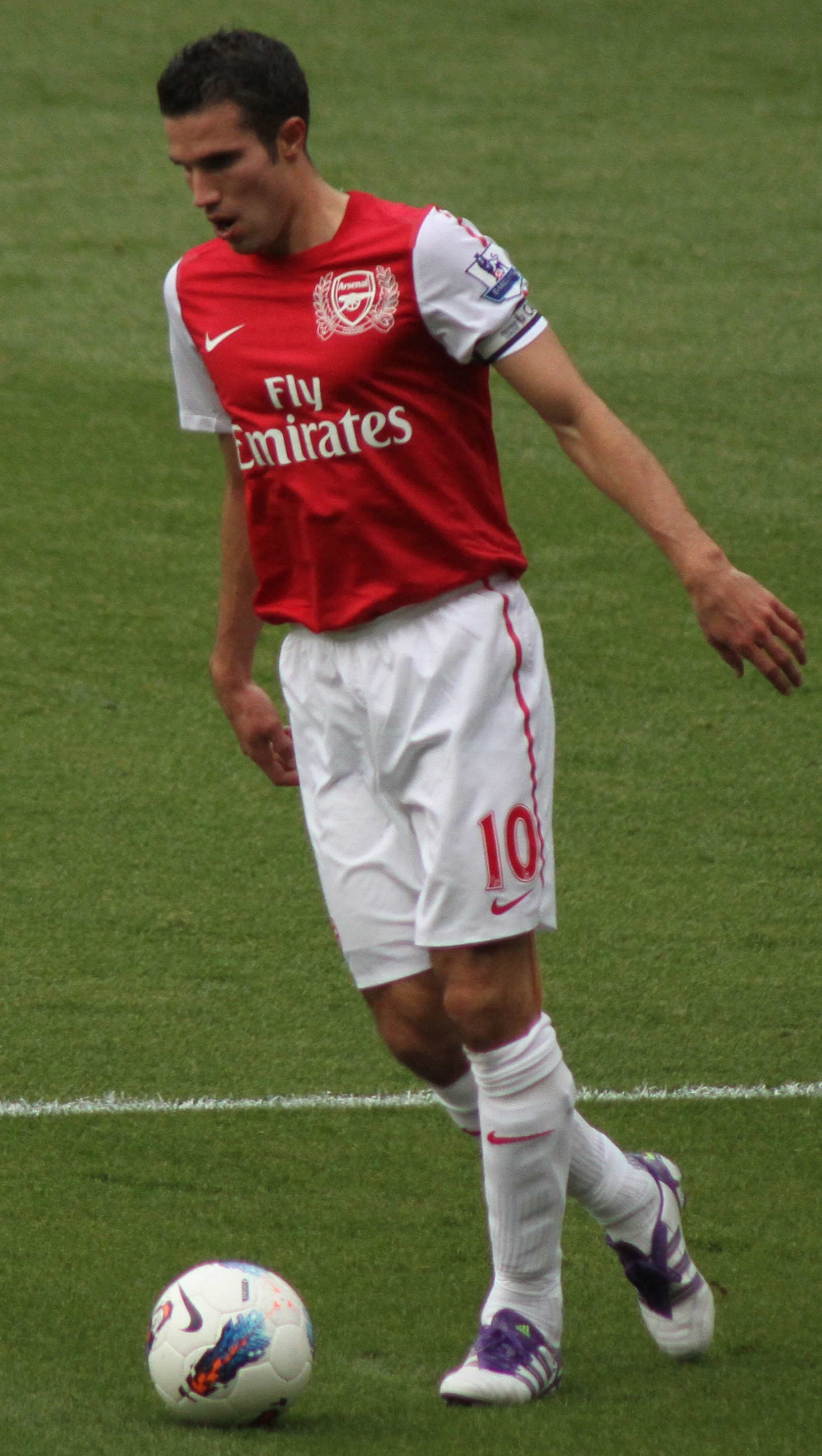
روبن فان بيرسي هو اللاعب الهولندي الأكثر تسجيلًا في تاريخ الدوري الإنجليزي الممتاز برصيد 144 هدف

## نيوزيلندا
- ريان نيلسن - بلاكبيرن روفرز ، كوينز بارك رينجرز
- وينستون ريد - وست هام يونايتد
- كريس وود - ليستر سيتي ، بيرنلي (18)

## نيجيريا
- آدي أكينبيي - مدينة ليستر
- سامي أميوبي - نيوكاسل يونايتد
- شولا أميوبي - نيوكاسل يونايتد
- دانيال أموكاتشي - إيفرتون
- فيكتور أنيشبي - إيفرتون ، وست بروميتش ألبيون ، سندرلاند
- سون ألوكو - هال سيتي
- سيلستين بابايارو - تشيلسي ونيوكاسل يونايتد
- ليون بالوغون - برايتون أند هوف ألبيون
- إيفان إكوكو - نورويتش سيتي ، ويمبلدون
- ديكسون إيتوهو - سندرلاند ، فولهام
- فينيدي جورج - إيبسويتش تاون
- براون إيديي - وست بروميتش ألبيون
- كيليتشي إيهيناتشو - مانشستر سيتي ، ليستر سيتي
- أوديون ايجلو - واتفورد
- اليكس ايوبي - ارسنال
- نوانكو كانو - آرسنال ، وست بروميتش ألبيون ، بورتسموث
- أوبافيمي مارتينز - نيوكاسل يونايتد
- جون اوبي ميكيل - تشيلسي
- فيكتور موس - ويجان اثليتيك ، تشيلسي ، ليفربول ، ستوك سيتي ، وست هام يونايتد
- أحمد موسى - مدينة ليستر
- ويلفريد نديدي - ليستر سيتي
- فيكتور أوبينا - وست هام يونايتد
- بيتر أوديموينغي - وست بروميتش ألبيون ، كارديف سيتي ، ستوك سيتي
- جاي جاي أوكوتشا - بولتون واندررز
- سي أولوفينجانا - ستوك سيتي ، هال سيتي
- داني شيتو - واتفورد
- إسحاق النجاح - واتفورد
- تاي تايوو - كوينز بارك رينجرز
- جون أوتاكا - بورتسموث
- ياكوبو - بورتسموث ، ميدلزبره ، إيفرتون ، بلاكبيرن روفرز (95)
- جوزيف يوبو - إيفرتون

## شمال مقدونيا
- جورجي هيرستوف - بارنسلي (4)

## النرويج
- مارتن أندريسن - ويمبلدون
- إريك باكا - ليدز يونايتد
- هينينغ بيرغ - بلاكبيرن روفرز ، مانشستر يونايتد
- ستيج إنج بورنبي - ليفربول ، بلاكبيرن روفرز
- لارس بوهينين - نوتنجهام فورست ، بلاكبيرن روفرز ، مقاطعة ديربي
- دانييل بروتن - بولتون واندررز
- جون كارو - أستون فيلا ، ستوك سيتي
- ماتس مولر دوهلي  [لغات أخرى]‏ - كارديف سيتي
- أداما ديوماندي - هال سيتي
- جان أيي فيورتوفت  [لغات أخرى]‏ - سويندون تاون ، ميدلسبره ، بارنسلي
- جوستين فلو - شيفيلد يونايتد
- توري أندريه فلو - تشيلسي ، سندرلاند
- ألف-إنج هالاند - نوتينغهام فوريست ، ليدز يونايتد ، مانشستر سيتي
- غونار هالي - أولدهام أثليتيك ، ليدز يونايتد
- بريدي هانغيلاند - فولهام ، كريستال بالاس
- فيجارد هيجيم - ليفربول
- جون أولاف هيلدي  [لغات أخرى]‏ - غابة نوتنغهام
- ستيفن إيفرسن - توتنهام هوتسبر ، ولفرهامبتون واندررز
- إيرلاند جونسن - تشيلسي
- روني جونسن - مانشستر يونايتد ، استون فيلا
- عازار كراداس  [لغات أخرى]‏ - بورتسموث
- جوشوا كينغ - بورنموث
- - ايفيند ليوناردسن - ويمبلدون ، ليفربول ، توتنهام هوتسبر ، أستون فيلا
- أندرياس لوند - ويمبلدون
- كلاوس لونديكفام - ساوثامبتون
- إريك نيفلاند - فولهام
- إجيل أوستنستاد - ساوثهامبتون ، بلاكبيرن روفرز
- مورتن جامست بيدرسن - بلاكبيرن روفرز
- جون ارني ريس - ليفربول ، فولهام
- بيتر رودي - شيفيلد وينزداي
- ستوله سولباكن - ويمبلدون
- أولي جونار سولسكير - مانشستر يونايتد (91)
- تروند إجيل سولتفت  [لغات أخرى]‏ - كوفنتري سيتي ، ساوثامبتون
- فرانك ستراندلي  [لغات أخرى]‏ - ليدز يونايتد
- جو تيسيم  [لغات أخرى]‏ - ساوثامبتون
- ألكساندر تيتي - نورويتش سيتي

## باراغواي
- أنتولين ألكاراز - ويجان أثليتيك
- فابيان بالبوينا - وست هام يونايتد
- دييغو جافيلان - نيوكاسل يونايتد
- كريستيان ريفيروس - سندرلاند
- روك سانتا كروز - بلاكبيرن روفرز ، مانشستر سيتي (26)

## بيرو
- أندريه كاريلو - واتفورد
- كلاوديو بيتزارو - تشيلسي
- نولبرتو سولانو - نيوكاسل يونايتد ، استون فيلا ، وست هام يونايتد (49)
- يسرائيل زونيغا  [لغات أخرى]‏ - كوفنتري سيتي

## بولندا
- جان بيدنارك - ساوثهامبتون (1)
- روبرت ورزيكا  [لغات أخرى]‏ - إيفرتون (1)
- مارسين فاشيليفسكي - ليستر سيتي (1)

## البرتغال

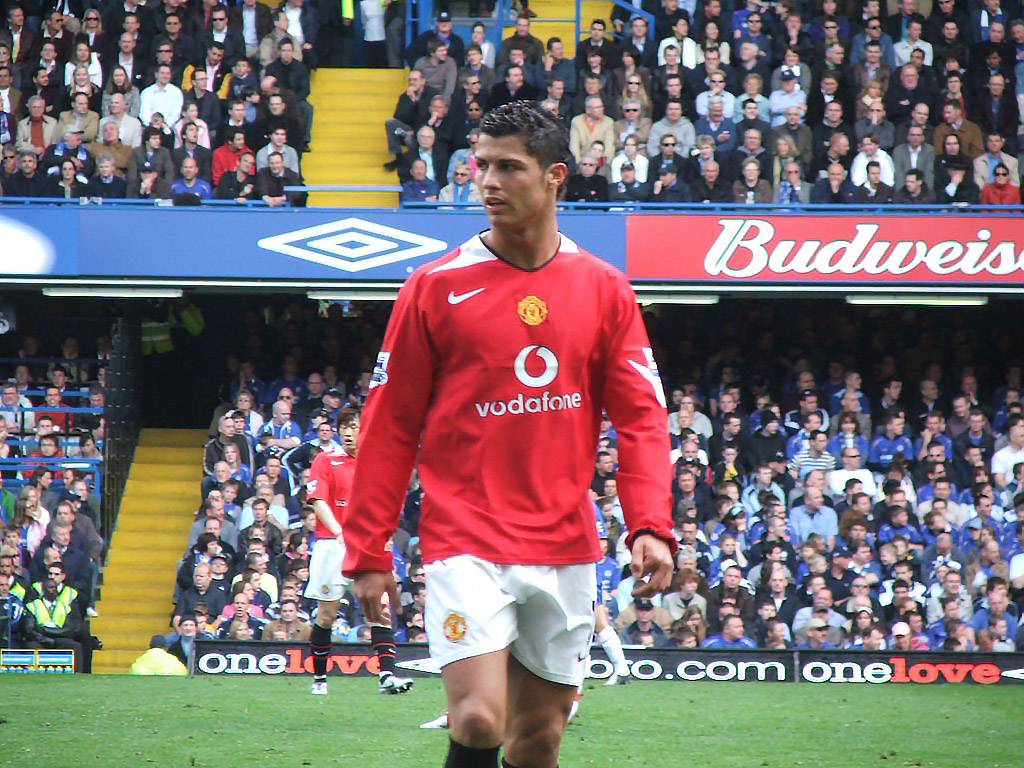
سجل كريستيانو رونالدو 84 هدفا في الدوري الإنجليزي الممتاز لمانشستر يونايتد ، وهو رقم قياسي للاعب البرتغالي

- لويس بوا مورتي - ساوثهامبتون ، فولهام ، وست هام يونايتد
- خوسيه بوسينجوا - تشيلسي
- ريكاردو كارفالهو - تشيلسي
- إيفان كافاليرو - ولفرهامبتون واندررز
- سيدريك - ساوثهامبتون
- هيلدر كوستا - ولفرهامبتون واندررز
- داني - وست هام يونايتد
- ديكو - تشيلسي
- خوسيه دومينجيز - توتنهام هوتسبر
- مانويل فرنانديز - ايفرتون
- خوسيه فونتي - ساوثامبتون
- أندريه جوميز - إيفرتون
- هيلدر - نيوكاسل يونايتد
- جواو ماريو - وست هام يونايتد
- ديوجو جوتا - ولفرهامبتون واندررز
- راؤول ميرليس - ليفربول وتشيلسي
- بيدرو مينديس - توتنهام هوتسبر ، بورتسموث
- جواو موتينو - ولفرهامبتون واندررز
- ناني - مانشستر يونايتد
- روبن نيفيس - ولفرهامبتون واندررز
- نيلسون أوليفيرا - سوانسي سيتي
- ريكاردو بيريرا - ليستر سيتي
- هوغو بورفيريو  [لغات أخرى]‏ - وست هام يونايتد ، نوتنجهام فورست
- هيلدر بوستيجا - توتنهام هوتسبر
- دومينغوس كينا - واتفورد
- برونو ريبيرو - ليدز يونايتد
- كريستيانو رونالدو - مانشستر يونايتد (84)
- اورلاندو سا - فولهام
- برناردو سيلفا - مانشستر سيتي
- تياجو - تشيلسي
- ريكاردو فاز تي - بولتون واندررز ، وست هام يونايتد
- هوغو فيانا - نيوكاسل يونايتد
- أبيل كزافييه - ليفربول ، ميدلسبره

## جمهورية ايرلندا

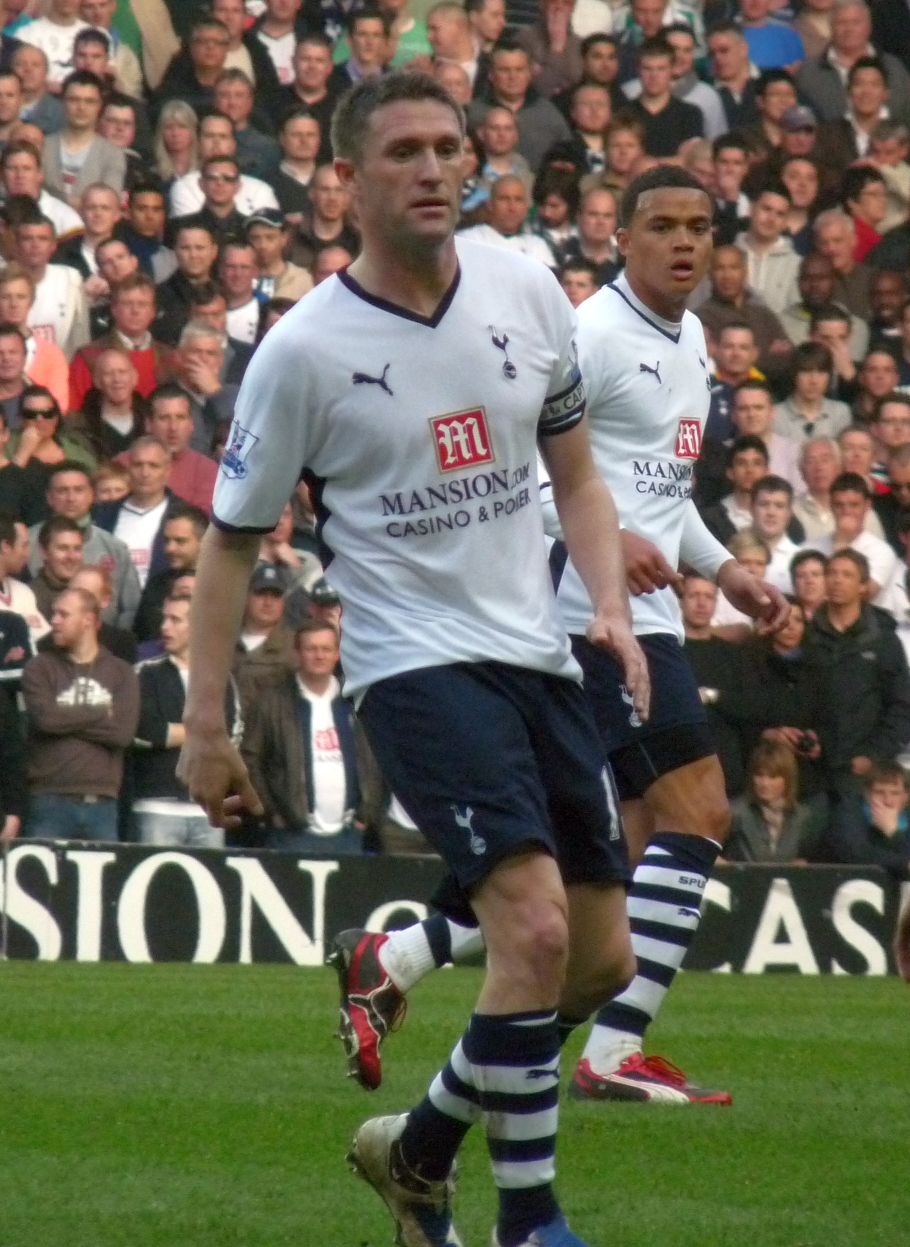
برصيد 126 هدف ، يعتبر روبي كين هو أفضل هداف في الدوري الممتاز من جمهورية أيرلندا

## رومانيا
- فلورين أندون - برايتون أند هوف ألبيون
- فلاد تشيريتش - توتنهام هوتسبر
- ايلي دوميتريسكو - توتنهام هوتسبر
- ايوان فيوريل جانيا - ولفرهامبتون واندررز
- فيوريل مولدوفان - كوفنتري سيتي
- ادريان موتو - تشيلسي
- دان بيتريسكو - شيفيلد وينزداي وتشيلسي وبرادفورد سيتي وساوثهامبتون (23)
- جورج بورسكو - توتنهام هوتسبر
- فلورين رادوتشويو - وست هام يونايتد

## روسيا
- اندري ارشافين - ارسنال
- دينيار بيليالتدينوف - إيفرتون
- اندريه كانشيلسكيس - مانشستر يونايتد ، ايفرتون (42)
- رومان بافليوتشينكو - توتنهام هوتسبر
- بافل بوجريبنياك - فولهام ، ريدينج

## سانت كيتس ونيفيس
- بوبي بور  [لغات أخرى]‏ - كريستال بالاس (1)

## السنغال
- ديمبا با - وست هام يونايتد ، نيوكاسل يونايتد ، تشيلسي
- حبيب بيي - نيوكاسل يونايتد
- هنري كامارا - ولفرهامبتون واندررز ، ساوثهامبتون ، ويجان أثليتيك
- بابيس سيسي - نيوكاسل يونايتد
- محمد ديامي - ويجان أثليتيك ، وست هام يونايتد ، هال سيتي ، نيوكاسل يونايتد
- ساليف دياو - ليفربول ، ستوك سيتي
- بابا بوبا ديوب - فولهام
- الحاج ضيوف - ليفربول ، بولتون واندررز ، بلاكبيرن روفرز
- مامي بيرم ضيوف - مانشستر يونايتد ، بلاكبيرن روفرز ، ستوك سيتي
- خليلو فديجا - بولتون واندررز
- عبد الله فاي - بولتون واندررز ، نيوكاسل يونايتد
- آمي فاي - تشارلتون أثليتيك
- إدريس جوي - إيفرتون
- ماجاي جوي - إيفرتون
- ديومانسي كامارا - بورتسموث ، وست بروميتش ألبيون ، فولهام
- شيخو كوياتي - وست هام يونايتد
- ساديو ماني - ساوثهامبتون ، ليفربول (61)
- ألفريد نداي - هال سيتي
- بدو ندياي - ستوك سيتي
- السيدة ندوي - هال سيتي ، سندرلاند
- امباي نيانغ - واتفورد
- عمر نياس - هال سيتي ، إيفرتون
- هنري سايفت - نيوكاسل يونايتد
- ديافرا ساكو - وست هام يونايتد
- لمين ساكو - ليدز يونايتد
- إبراهيم سونكو - ريدينج
- أرماند تراوري - بورتسموث

## صربيا
- جوفو بوسانيتش - بارنسلي
- غوران بونيفيفيتش  [لغات أخرى]‏ - توتنهام هوتسبر
- ساسا تشوريسيتش - بولتون واندررز ، كريستال بالاس
- برانيسلاف إيفانوفيتش - تشيلسي
- ماتيا كيجمان - تشيلسي
- ألكسندر كولاروف - مانشستر سيتي
- أجنجن كورومان - بورتسموث
- داركو كوفاسيفيتش - شيفيلد وينزداي
- لازار ماركوفيتش - ليفربول ، هال سيتي
- نيمانيا ماتيتش - تشيلسي ، مانشستر يونايتد
- نيناد ميلياش - ولفرهامبتون واندررز
- لوكا ميليفويفيتش - كريستال بالاس
- سافو ميلوشيفيتش - أستون فيلا (29)
- ألكسندر ميتروفيتش - نيوكاسل يونايتد ، فولهام
- ماتيا ناستاسيتش - مانشستر سيتي
- ديان ستيفانوفيتش - شيفيلد وينزداي ، بورتسموث
- دوشان تاديتش - ساوثهامبتون
- نيمانيا فيديتش - مانشستر يونايتد
- نيكولا زيغ - برمنغهام سيتي

## سيرا ليون
- كي كامارا - نورويتش سيتي (1)

## سلوفاكيا
- ايجور بالي - ويست بروميتش ألبيون
- راتيسلاف غرشكو  [لغات أخرى]‏ - بلاكبيرن روفرز
- فلاديمير كيندر  [لغات أخرى]‏ - ميدلسبره
- لوبومير ميخاليك - بولتون واندررز
- زيلارد نيميث  [لغات أخرى]‏ - ميدلزبره (23)
- مارتن أكرتل - ليفربول
- ستانيسلاف فارغا - سندرلاند

## سلوفينيا
- جون جورينك ستانكوفيتش - هدرسفيلد تاون
- روبرت كورين - ويست بروميتش ألبيون ، هال سيتي (4)

## جنوب أفريقيا
- شون بارتليت - تشارلتون أثليتيك
- كاغيسو ديكغاكوا - كريستال بالاس
- مارك فيش - بولتون واندررز ، تشارلتون أثليتيك
- كوينتون فورتشن - مانشستر يونايتد
- مبوليلو مابيزيلا - توتنهام هوتسبر
- فيل ماسينغا - ليدز يونايتد
- بيني مكارثي - بلاكبيرن روفرز (37)
- ستيفن بينار - إيفرتون
- إريك تينكلر - بارنسلي

## إسبانيا

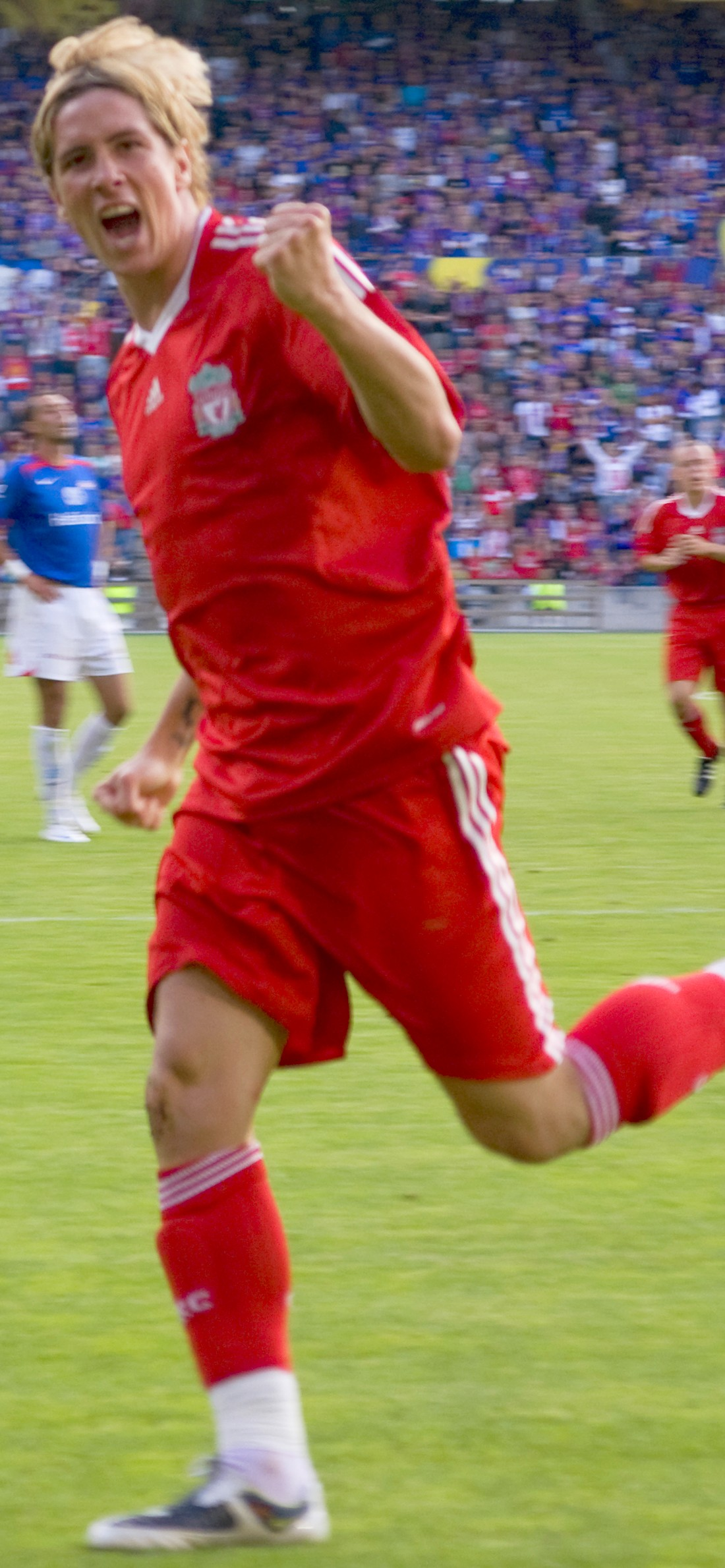
سجل فرناندو توريس 85 هدفًا في الدوري الإنجليزي الممتاز، مما جعله صاحب أفضل هداف إسباني في تاريخ المسابقة

- أداما تراوري - ولفرهامبتون واندررز
- ماركوس ألونسو - بولتون واندررز ، تشيلسي
- تشابي ألونسو - ليفربول
- ألفارو أربيلوا - ليفربول
- ميكيل ارتيتا - ايفرتون ، ارسنال
- دانيال أيالا - ميدلسبره
- أيوزي بيريز - نيوكاسل يونايتد
- سيزار أزبيليكويتا - تشيلسي
- هيكتور بيليرين - آرسنال
- بويان - ستوك سيتي
- بورخا باستون - سوانسي سيتي
- كالا - كارديف سيتي
- فيكتور كاماراسا - كارديف سيتي
- إيفان كامبو - بولتون واندررز
- سانتي كازورلا - آرسنال
- شيكو - سوانسي سيتي
- دييغو كوستا - تشيلسي
- ألبرت كروسات - ويجان أثليتيك
- كارلوس كوييار - أستون فيلا ، سندرلاند
- جيرارد ديولو - إيفرتون ، واتفورد
- انريكي دي لوكاس - تشيلسي
- اسير ديل هورنو - تشيلسي
- خوسيه إنريك - نيوكاسل يونايتد ، ليفربول
- سيسك فابريجاس - ارسنال ، تشيلسي
- كيكو فيمينيا - واتفورد
- خافي غارسيا - مانشستر سيتي
- لويس غارسيا - ليفربول
- خافيير غاريدو - مانشستر سيتي
- كارليس جيل - فيلا أستون
- جوردي غوميز - ويجان أثليتيك ، سندرلاند
- إستيبان جرانيرو - كوينز بارك رينجرز
- بابلو هيرنانديز - سوانسي سيتي
- أندر هيريرا - مانشستر يونايتد
- فرناندو هييرو - بولتون واندررز
- بابلو إيبانيز - وست بروميتش ألبيون
- فيسنتي إيبورا - ليستر سيتي
- خيسيه - ستوك سيتي
- جوني ولفرهامبتون واندررز
- جوسيلو - ستوك سيتي ، نيوكاسل يونايتد
- كيبا بلانكو - وست هام يونايتد
- فرناندو يورينتي - سوانسي سيتي ، توتنهام هوتسبر
- لوكاس بيريز - ارسنال ، وست هام يونايتد
- أنطونيو لونا - فيلا أستون
- البرت لوكي - نيوكاسل يونايتد
- خافيير مانكيلو - سندرلاند
- خوان ماتا - تشيلسي ، مانشستر يونايتد
- جيزكا مينديتا - ميدلزبره
- فران ميريدا - ارسنال
- ميكيل ميرينو - نيوكاسل يونايتد
- ميتشو - سوانسي سيتي
- ناتشو مونريال - ارسنال
- ألفارو موراتا - تشيلسي
- البرتو مورينو - ليفربول
- فرناندو مورينتس - ليفربول
- مارك مونيسا - ستوك سيتي
- خيسوس نافاس - مانشستر سيتي
- نعيم - توتنهام هوتسبر
- ألفارو نيجريدو - مانشستر سيتي ، ميدلسبره
- نوليتو - مانشستر سيتي
- أندريا أورلاندي - سوانسي سيتي
- بيدرو - تشيلسي
- إيفان راميس - ويجان أثلتيك
- أنجيل رانجيل - مدينة سوانسي
- خوسيه أنطونيو رييس - آرسنال
- البرت رييرا - مانشستر سيتي ، ليفربول
- روبن روشينا - بلاكبيرن روفرز
- رودريغو - بولتون واندررز
- أوريول روميو - ساوثامبتون
- ديفيد سيلفا - مانشستر سيتي
- روبرتو سولدادو - توتنهام هوتسبر
- فرناندو توريس - ليفربول وتشيلسي (85)
- دييغو تريستان - وست هام يونايتد
- خيسكو - نيوكاسل يونايتد
- يوردي - بلاكبيرن روفرز

## السويد
- نيكلاس الكسندرسون - شيفيلد وينزداي ، ايفرتون
- ماركوس ألباك - أستون فيلا
- أندرياس أندرسون - نيوكاسل يونايتد
- يسبر بلومكفيست - مانشستر يونايتد ، إيفرتون
- توماس برولين - ليدز يونايتد
- مارتن داهلين - بلاكبيرن روفرز
- إريك إدمان - توتنهام هوتسبر
- يوهان الماندر - بولتون واندررز ، نورويتش سيتي
- زلاتان إبراهيموفيتش - مانشستر يونايتد
- كلاس إنغيسون - شيفيلد وينزداي
- أندرياس جاكوبسون - ساوثامبتون
- أندرياس جوهانسون - ويجان أثليتيك
- الكسندر كانيكليك - فولهام
- هنريك لارسون - مانشستر يونايتد
- سيباستيان لارسون - برمنغهام سيتي ، سندرلاند
- أندرس ليمبار - إيفرتون
- فيكتور ليندلوف - مانشستر يونايتد
- فريدي ليونجبرج - ارسنال ، وست هام يونايتد (48)
- تيدي لوسيتش - ليدز يونايتد
- رولان نيلسون - شيفيلد وينزداي
- جوناس أولسون - وست بروميتش ألبيون
- مارتن أولسون - بلاكبيرن روفرز ، نورويتش سيتي ، سوانسي سيتي
- رادي بريسا - سندرلاند
- مارتن برينغل - تشارلتون أثليتيك
- ستيفان شوارز - ارسنال ، سندرلاند
- كين سيما - واتفورد
- أندرس سفينسون - ساوثهامبتون
- ماتياس سفينسون - تشارلتون أثليتيك ، نورويتش سيتي
- مايكل سفينسون - ساوثهامبتون

## سويسرا
- المين عبدي - واتفورد
- فالون بهرامي - وست هام يونايتد
- يوهان جورو - ارسنال
- جيلسون فرنانديز - مانشستر سيتي
- مارك هوتيغر - نيوكاسل يونايتد ، إيفرتون
- باجتيم قسامي - فولهام
- تيم كلوزه - نورويتش سيتي
- فابيان شير - نيوكاسل يونايتد
- فيليب سينديروس - ارسنال ، فولهام
- خيردان شاكري - ستوك سيتي ، ليفربول (21)
- رامون فيغا - توتنهام هوتسبر
- جرانيت تشاكا - ارسنال
- ريتو زيغلر - توتنهام هوتسبر

## توغو
- إيمانويل أديبايور - آرسنال ، مانشستر سيتي ، توتنهام هوتسبر ، كريستال بالاس (97)
- فلويد أييتي - فولهام

## ترينداد وتوباغو
- جاستن هويت - ارسنال ، سندرلاند

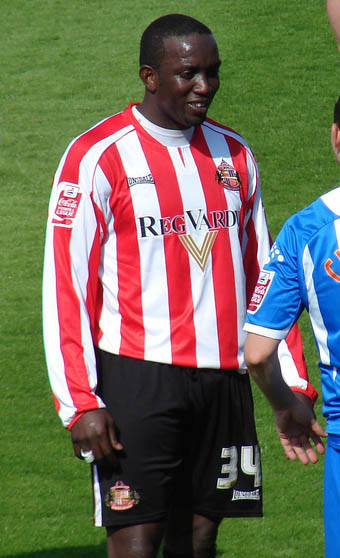
سجل دوايت يورك 123 هدفا في الدوري الممتاز، وهو رقم قياسي للاعب من منطقة كونكاكاف

- ستيرن جون - برمنغهام سيتي ، سندرلاند
- كينوين جونز - ساوثهامبتون ، سندرلاند ، ستوك سيتي ، كارديف سيتي
- جلويد سامويل - أستون فيلا
- جيسون اسكتلندا - ويجان اثليتيك
- دوايت يورك - أستون فيلا ، مانشستر يونايتد ، بلاكبيرن روفرز ، برمنغهام سيتي ، سندرلاند (123)

## تونس
- راضي الجعايدي - بولتون واندررز (8)
- وهبي خزري - سندرلاند
- حاتم الطرابلسي - مانشستر سيتي
- يان فاليري - ساوثهامبتون

## تركيا
- ألباي - أستون فيلا
- إمري بيلوزوغلو - نيوكاسل يونايتد
- موزي عزت - ليستر سيتي ، برمنغهام سيتي (34)
- جيم كاراكان - ريدينج
- كولين كاظم ريتشاردز - شيفيلد يونايتد
- نوري شاهين - ليفربول
- هاكان شكور - بلاكبيرن روفرز
- جنك توسون - إيفرتون
- توغاي - بلاكبيرن روفرز
- تونجاي - ميدلزبره ، ستوك سيتي

## أوكرانيا
- سيرجي ريبروف - توتنهام هوتسبر (10)
- أندريه شيفتشينكو - تشيلسي
- أندريه فورونين - ليفربول
- أندريه يارولينكو - وست هام يونايتد

## الولايات المتحدة الأمريكية
- جوزي التيدور - هال سيتي ، سندرلاند
- داماركوس بيسلي - مانشستر سيتي
- كارلوس بوكانيغرا - فولهام
- جيف كاميرون - ستوك سيتي
- جاي ديميريت - واتفورد
- كلينت ديمبسي - فولهام ، توتنهام هوتسبر (57)
- لاندون دونوفان - إيفرتون
- براد فريدل - بلاكبيرن روفرز
- جون هاركس - شيفيلد وينزداي
- ستيوارت هولدن - بولتون واندررز
- تيم هوارد - ايفرتون
- كوبي جونز - مدينة كوفنتري
- جوفان كيروفسكي - برمنغهام سيتي
- إريك ليشاج - فيلا أستون
- براين ماكبرايد - إيفرتون ، فولهام
- جو ماكس مور - ايفرتون
- بريكي - إيفرتون
- كلاوديو رينا - سندرلاند ، مانشستر سيتي
- جوناثان سبيكتور - وست هام يونايتد
- روي ويجل - بلاكبيرن روفرز ، كوفنتري سيتي
- دي أندري يدلن - نيوكاسل يونايتد

## أوروغواي
- ميجيل بريتوس - واتفورد
- سيباستيان كوتس - ليفربول
- دييغو فورلان - مانشستر يونايتد
- أبيل هيرنانديز - هال سيتي

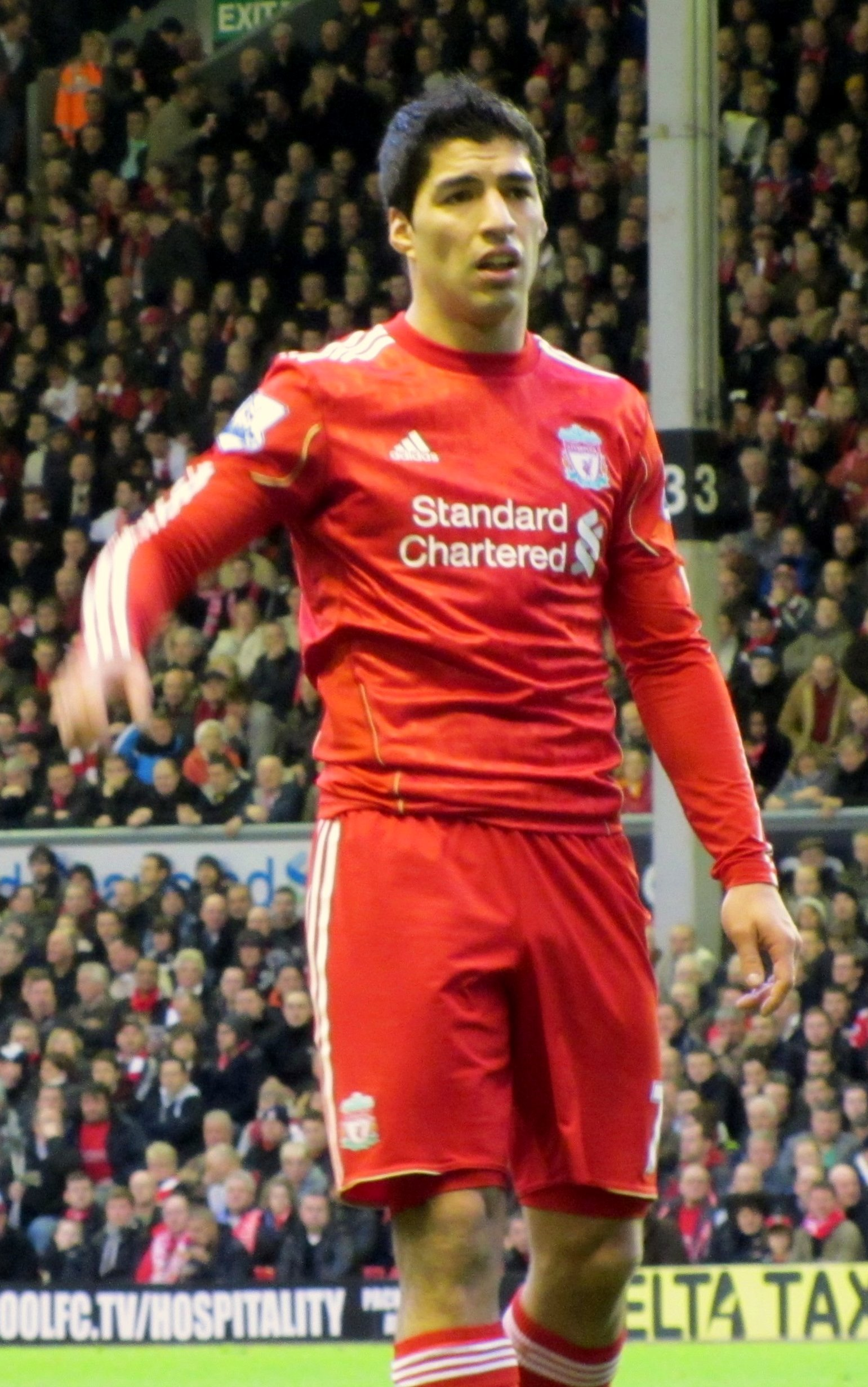
سجل لويس سواريز 69 هدفا في الدوري الإنجليزي الممتاز لصالح ليفربول ، مما جعله أعلى أهداف أوروجوياني في المسابقة

- وليامز مارتينيز - وست بروميتش ألبيون
- والتر باندياني - برمنغهام سيتي
- أدريان باز - إبسويتش تاون
- غوس بويت - تشيلسي وتوتنهام هوتسبر
- غاستون راميريز - ساوثهامبتون ، ميدلسبره
- داريو سيلفا - بورتسموث
- كريسثيان ستواني - ميدلزبره
- لويس سواريز - ليفربول (69)
- لوكاس توريرا - ارسنال

## فنزويلا
- فرناندو أموريبييتا - فولهام
- سالومون روندون - وست بروميتش ألبيون ، نيوكاسل يونايتد (33)

## زيمبابوي
- بنجاني - بورتسموث ، مانشستر سيتي ، بلاكبيرن روفرز
- بيتر ندلوفو - كوفنتري سيتي (34)